# Melungtse
El Melungtse o Menlungtse (xinès simplificat: 门隆则峰, pinyin: Ménlóngzé fēng; tibetà: Jobo Garu, xinès simplificat: 乔格茹峰, pinyin: Qiáogérú Fēng) és la muntanya de 7.181 metres, la més alta de la serralada Rolwaling Himal a l'Himàlaia.
El cim té una llarga aresta al cim, que desfila del cim est (principal) al cim oest, també conegut com Melungtse II, de 7.023 m. Les cares escarpades de la muntanya la fan més difícil del que suggereix la seva elevació.

## Ubicació

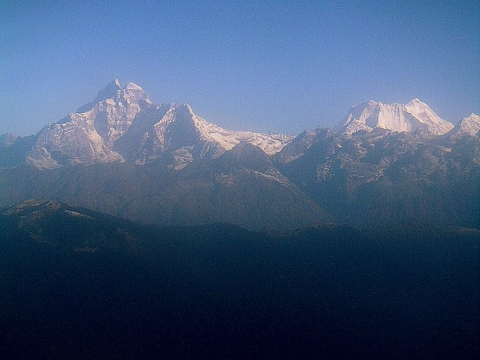
Melungtse (dreta) i Gauri Sankar (esquerra)

El Melungtse es troba just al nord de la frontera entre el Nepal i la Xina, en una cresta de l'esperó occidental que surt de la principal carena nord-sud del Rolwaling Himal, al comtat de Tingri, a la prefectura de Shigatse del Tibet. Al sud-oest, a través del Menlung Chu, hi ha Gauri Sankar, que, tot i que una mica més baix (7.134 m), és molt més visible des del Nepal, per tant més conegut. El Melungtse està situat a uns 40 km a l'oest de l'Everest.

## Història de l'escalada
El cim del Melungtse tenia la prohibició d'escalar-lo fins fa molt poc. El primer intent es va fer l'octubre de 1982 quan Bill Denz va fer un intent estrictament il·legal a la cresta sud-est, després de passar furtivament la frontera des de la vall de Rolwaling del Nepal. No obstant això, va tornar enrere mentre encara estava a la part baixa de la ruta. El 1987 i el 1988 Chris Bonington va dirigir dues expedicions, i la segona va aconseguir que Andy Fanshawe i Alan Hinkes assolissin el cim oest, però no va pujar al cim principal. Un altre intent el 1990, aquesta vegada a la cresta est del cim principal, va fracassar molt per sota del cim.
La primera ascensió del cim principal es va produir l'any 1992. Els eslovens Marko Prezelj i Andrej Stremfelj van pujar a la perillosa cara sud-est de 2.000 m en menys de dos dies i mig (ascensió i descens). 
L'Índex de l'Himàlaia només enumera un altre intent al Melungtse, un intent fallit a través de la cara nord el 1999.